# Zadig
Zadig oder das Schicksal (Zadig ou la destinée – Histoire orientale, zuerst Memnon – Histoire orientale) ist eine philosophische Erzählung von Voltaire aus dem Jahr 1747. Die ersten drei Ausgaben erschienen 1747/48 anonym. Einige Kapitel sind später hinzugefügt worden, zwei davon nach dem Tode Voltaires.

## Hintergrund
Der zu den so genannten „kleinen Romanen“ gehörende Zadig erzählt im Stil von Tausendundeine Nacht die wechselvollen Abenteuer eines jungen, tugendhaften Babyloniers, den himmlische Fügung – die sich ihm zuletzt als geflügelter Cherub entschleiert – zu einem glorreichen, glücklichen Ende führt. Die satirische Darstellung entlarvt den religiösen Fanatismus und den Machtmissbrauch in der französischen Gesellschaft des 18. Jahrhunderts und wirft die Frage nach Glück und Gerechtigkeit auf.
Auf den märchenhaften Zadig oder das Schicksal folgte zwölf Jahre später, 1759, als literarisches Gegenstück Candide oder der Optimismus, ein weiterer Kurzroman, der – ebenfalls im Kleid eines Reiseabenteuers – eine bissige Abrechnung mit Leibniz’ „prästabilierter Harmonie“ darstellt.

Illustrationen zu „Zadig“ von Moreau le jeune

## Adaptationen
- Friedrich Gustav Hagemann: Die unrechtmässige Vermählung, ein Drama mit musikalischer Begleitung in einem Aufzuge. In: Kleinere Stücke für die Teusche Bühne bearbeitet von Friedr. Gustav Hagemann. Lübeck: Iverses Buchhandlung 1784. (Digitalisat)